# Jeux sud-asiatiques de 1999
Les Jeux sud-asiatiques 1999 se sont déroulés à Katmandou, au Népal, en 1999. Il s'agit de la 8e édition. 

## Tableau récapitulatif
- Cérémonie d'ouverture : 1999
- Cérémonie de clôture : 1999
- Nations participantes : 7
- Ville hôte : Katmandou
- Pays hôte : Népal
- Sports : 12

## Sportsinscrits au programmesud-asiatique
- Athlétisme, voir résultats détaillés
- Boxe, voir résultats détaillés
- Football, voir résultats détaillés
- Haltérophilie, voir résultats détaillés
- Kabaddi, voir résultats détaillés
- Karaté, voir résultats détaillés
- Lutte, voir résultats détaillés
- Natation, voir résultats détaillés
- Tennis, voir résultats détaillés
- Tennis de table, voir résultats détaillés
- Tir, voir résultats détaillés
- Volleyball, voir résultats détaillés

Le nombre d'épreuves est indiqué avec des parenthèses

## Nouveautés sur le programmesud-asiatique
Un sport fit son apparition sur le programme sud-asiatique, il s'agit du karaté 

## Pays participants
- Inde
- Pakistan
- Bangladesh
- Sri Lanka
- Bhoutan
- Maldives
- Népal  (pays hôte)